# Gentiana tianschanica
Gentiana tianschanica là một loài thực vật có hoa trong họ Long đởm. Loài này được Rupr. ex Kusn. mô tả khoa học đầu tiên năm 1869.